# A Csajok epizódjainak listája
Ez a cikk a Csajok című sorozat epizódjait listázza.

## Évados áttekintés
| Évad | Évad | Epizódok | Eredeti sugárzás  | Eredeti sugárzás  | Eredeti adó | Magyar sugárzás   | Magyar sugárzás    | Magyar adó |
| Évad | Évad | Epizódok | Évadpremier       | Évadfinálé        | Eredeti adó | Évadpremier       | Évadfinálé         | Magyar adó |
| ---- | ---- | -------- | ----------------- | ----------------- | ----------- | ----------------- | ------------------ | ---------- |
|      | 1    | 10       | 2012. április 15. | 2012. június 17.  | HBO         | 2012. június 5.   | 2012. augusztus 7. | HBO        |
|      | 2    | 10       | 2013. január 13.  | 2013. március 17. | HBO         | 2013. február 5.  | 2013. április 9.   | HBO        |
|      | 3    | 12       | 2014. január 12.  | 2014. március 23. | HBO         | 2014. február 25. | 2014. május 13.    | HBO        |
|      | 4    | 10       | 2015. január 11.  | 2015. március 22. | HBO         | 2015. január 12.  | 2015. március 23.  | HBO        |
|      | 5    | 10       | 2016. február 21. | 2016. április 17. | HBO         | 2016. február 22. | 2016. április 18.  | HBO        |
|      | 6    | 10       | 2017. február 12. | 2017. április 16. | HBO         | 2017. február 13. | 2017. április 17.  | HBO        |

## 1. évad (2012)
| Sor. | Év. | Cím                                        | Rendező         | Író                              | Premier                             | Nézettség   |
| ---- | --- | ------------------------------------------ | --------------- | -------------------------------- | ----------------------------------- | ----------- |
| 1.   | 1.  | Pilot                                      | Lena Dunham     | Lena Dunham                      | 2012. április 15. 2012. június 5.   | 0,87 millió |
| 2.   | 2.  | Vagina Panic                               | Lena Dunham     | Lena Dunham                      | 2012. április 22. 2012. június 12.  | 0,86 millió |
| 3.   | 3.  | All Adventurous Women Do                   | Lena Dunham     | Lena Dunham                      | 2012. április 29. 2012. június 19.  | 0,82 millió |
| 4.   | 4.  | Hannah's Story                             | Richard Shepard | Lena Dunham                      | 2012. május 6. 2012. június 26.     | 0,74 millió |
| 5.   | 5.  | Hard Being Easy                            | Jesse Peretz    | Lena Dunham                      | 2012. május 13. 2012. július 3.     | 0,83 millió |
| 6.   | 6.  | The Return                                 | Lena Dunham     | Lena Dunham és Judd Apatow       | 2012. május 20. 2012. július 10.    | 0,68 millió |
| 7.   | 7.  | Welcome to Bushwick a.k.a. The Crackcident | Jody Lee Lipes  | Lena Dunham és Jenni Konner      | 2012. május 27. 2012. július 17.    | 0,87 millió |
| 8.   | 8.  | Weirdos Need Girlfriends Too               | Jody Lee Lipes  | Lena Dunham és Dan Sterling      | 2012. június 3. 2012. július 24.    | 1,09 millió |
| 9.   | 9.  | Leave Me Alone                             | Richard Shepard | Lena Dunham és Bruce Eric Kaplan | 2012. június 10. 2012. július 31.   | 0,87 millió |
| 10.  | 10. | She Did                                    | Lena Dunham     | Lena Dunham                      | 2012. június 17. 2012. augusztus 7. | 1,00 millió |

## 2. évad (2013)
| Sor. | Év. | Cím                    | Rendező         | Író                                                  | Premier                             | Nézettség   |
| ---- | --- | ---------------------- | --------------- | ---------------------------------------------------- | ----------------------------------- | ----------- |
| 11.  | 1.  | It's About Time        | Lena Dunham     | Lena Dunham és Jenni Konner                          | 2013. január 13. 2013. február 5.   | 0,87 millió |
| 12.  | 2.  | I Get Ideas            | Lena Dunham     | Jenni Konner                                         | 2013. január 20. 2013. február 12.  | 0,57 millió |
| 13.  | 3.  | Bad Friend             | Jesse Peretz    | Lena Dunham és Sarah Heyward                         | 2013. január 27. 2013. február 19.  | 0,76 millió |
| 14.  | 4.  | It's a Shame About Ray | Jesse Peretz    | Lena Dunham                                          | 2013. február 2. 2013. február 26.  | 0,52 millió |
| 15.  | 5.  | One Man's Trash        | Richard Shepard | Lena Dunham                                          | 2013. február 10. 2013. március 5.  | 0,75 millió |
| 16.  | 6.  | Boys                   | Claudia Weill   | Murray Miller                                        | 2013. február 17. 2013. március 12. | 0,69 millió |
| 17.  | 7.  | Video Games            | Richard Shepard | Bruce Eric Kaplan                                    | 2013. február 24. 2013. március 19. | 0,48 millió |
| 18.  | 8.  | It's Back              | Jesse Peretz    | Lena Dunham, Steve Rubinshteyn és Deborah Schoeneman | 2013. március 3. 2013. március 26.  | 0,67 millió |
| 19.  | 9.  | On All Fours           | Lena Dunham     | Lena Dunham és Jenni Konner                          | 2013. március 10. 2013. április 2.  | 0,68 millió |
| 20.  | 10. | Together               | Lena Dunham     | Judd Apatow és Lena Dunham                           | 2013. március 17. 2013. április 9.  | 0,63 millió |

## 3. évad (2014)
| Sor. | Év. | Cím             | Rendező         | Író                                      | Premier                             | Nézettség   |
| ---- | --- | --------------- | --------------- | ---------------------------------------- | ----------------------------------- | ----------- |
| 21.  | 1.  | Females Only    | Lena Dunham     | Lena Dunham                              | 2014. január 12. 2014. február 25.  | 1,11 millió |
| 22.  | 2.  | Truth or Dare   | Lena Dunham     | Jenni Konner                             | 2014. január 12. 2014. március 4.   | 0,88 millió |
| 23.  | 3.  | She Said OK     | Jesse Peretz    | Lena Dunham és Jenni Konner              | 2014. január 19. 2014. március 11.  | 0,80 millió |
| 24.  | 4.  | Dead Inside     | Jesse Peretz    | Judd Apatow és Lena Dunham               | 2014. január 26. 2014. március 18.  | 0,66 millió |
| 25.  | 5.  | Only Child      | Tricia Brock    | Murray Miller                            | 2014. február 1. 2014. március 25.  | 0,28 millió |
| 26.  | 6.  | Free Snacks     | Jamie Babbit    | Paul Simms                               | 2014. február 9. 2014. április 1.   | 0,83 millió |
| 27.  | 7.  | Beach House     | Jesse Peretz    | Jenni Konner, Lena Dunham és Judd Apatow | 2014. február 16. 2014. április 8.  | 0,94 millió |
| 28.  | 8.  | Incidentals     | Richard Shepard | Lena Dunham és Sarah Heyward             | 2014. február 23. 2014. április 15. | 0,92 millió |
| 29.  | 9.  | Flo             | Richard Shepard | Bruce Eric Kaplan                        | 2014. március 2. 2014. április 22.  | 0,80 millió |
| 30.  | 10. | Role-Play       | Jesse Peretz    | Lena Dunham és Judd Apatow               | 2014. március 9. 2014. április 29.  | 1,04 millió |
| 31.  | 11. | I Saw You       | Jesse Peretz    | Lena Dunham és Paul Simms                | 2014. március 16. 2014. május 6.    | 0,72 millió |
| 32.  | 12. | Two Plane Rides | Lena Dunham     | Lena Dunham                              | 2014. március 23. 2014. május 13.   | 0,67 millió |

## 4. évad (2015)
| Sor. | Év. | Cím                         | Rendező         | Író                                      | Premier                             | Nézettség   |
| ---- | --- | --------------------------- | --------------- | ---------------------------------------- | ----------------------------------- | ----------- |
| 33.  | 1.  | Iowa                        | Lena Dunham     | Lena Dunham és Judd Apatow               | 2015. január 11. 2015. január 12.   | 0,68 millió |
| 34.  | 2.  | Triggering                  | Lena Dunham     | Jenni Konner és Lena Dunham              | 2015. január 18. 2015. január 19.   | 0,80 millió |
| 35.  | 3.  | Female Author               | Jesse Peretz    | Sarah Heyward                            | 2015. január 25. 2015. január 26.   | 0,72 millió |
| 36.  | 4.  | Cubbies                     | Jesse Peretz    | Bruce Eric Kaplan                        | 2015. február 8. 2015. február 9.   | 0,41 millió |
| 37.  | 5.  | Sit-In                      | Richard Shepard | Paul Simms és Max Brockman               | 2015. február 15. 2015. február 16. | 0,39 millió |
| 38.  | 6.  | Close-Up                    | Richard Shepard | Murray Miller                            | 2015. február 22. 2015. február 23. | 0,48 millió |
| 39.  | 7.  | Ask Me My Name              | Tricia Brock    | Murray Miller és Jason Kim               | 2015. március 1. 2015. március 2.   | 0,64 millió |
| 40.  | 8.  | Tad & Loreen & Avi & Shanaz | Jamie Babbit    | Lena Dunham és Jenni Konner              | 2015. március 8. 2015. március 9.   | 0,71 millió |
| 41.  | 9.  | Daddy Issues                | Jesse Peretz    | Paul Simms                               | 2015. március 15. 2015. március 16. | 0,70 millió |
| 42.  | 10. | Home Birth                  | Lena Dunham     | Jenni Konner, Lena Dunham és Judd Apatow | 2015. március 22. 2015. március 23. | 0,69 millió |

## 5. évad (2016)
| Sor. | Év. | Cím                       | Rendező         | Író                                      | Premier                             | Nézettség   |
| ---- | --- | ------------------------- | --------------- | ---------------------------------------- | ----------------------------------- | ----------- |
| 43.  | 1.  | Wedding Day               | Lena Dunham     | Lena Dunham                              | 2016. február 21. 2016. február 22. | 0,49 millió |
| 44.  | 2.  | Good Man                  | Lena Dunham     | Jenni Konner és Lena Dunham              | 2016. február 28. 2016. február 29. | 0,53 millió |
| 45.  | 3.  | Japan                     | Jesse Peretz    | Jenni Konner                             | 2016. március 6. 2016. március 7.   | 0,50 millió |
| 46.  | 4.  | Old Loves                 | Jesse Peretz    | Bruce Eric Kaplan                        | 2016. március 13. 2016. március 14. | 0,48 millió |
| 47.  | 5.  | Queen for Two Days        | Jesse Peretz    | Tami Sagher                              | 2016. március 20. 2016. március 21. | 0,54 millió |
| 48.  | 6.  | The Panic in Central Park | Richard Shepard | Lena Dunham                              | 2016. március 27. 2016. március 28. | 0,59 millió |
| 49.  | 7.  | Hello Kitty               | Richard Shepard | Sarah Heyward                            | 2016. április 3. 2016. április 4.   | 0,56 millió |
| 50.  | 8.  | Homeward Bound            | Jamie Babbit    | Murray Miller                            | 2016. április 10. 2016. április 11. | 0,66 millió |
| 51.  | 9.  | Love Stories              | Alex Karpovsky  | Max Brockman, Jason Kim és Lena Dunham   | 2016. április 17. 2016. április 18. | 0,58 millió |
| 52.  | 10. | I Love You Baby           | Jenni Konner    | Judd Apatow, Lena Dunham és Jenni Konner | 2016. április 17. 2016. április 18. | 0,51 millió |

## 6. évad (2017)
| Sor. | Év. | Cím                                   | Rendező         | Író                                      | Premier                             | Nézettség   |
| ---- | --- | ------------------------------------- | --------------- | ---------------------------------------- | ----------------------------------- | ----------- |
| 53.  | 1.  | All I Ever Wanted                     | Lena Dunham     | Lena Dunham és Jenni Konner              | 2017. február 12. 2017. február 13. | 0,52 millió |
| 54.  | 2.  | Hostage Situation                     | Lena Dunham     | Lena Dunham                              | 2017. február 19. 2017. február 20. | 0,71 millió |
| 55.  | 3.  | American Bitch                        | Richard Shepard | Lena Dunham                              | 2017. február 26. 2017. február 27. | 0,38 millió |
| 56.  | 4.  | Painful Evacuation                    | Jesse Peretz    | Lena Dunham és Jenni Konner              | 2017. március 5. 2017. március 6.   | 0,57 millió |
| 57.  | 5.  | Gummies                               | Jesse Peretz    | Sarah Heyward                            | 2017. március 12. 2017. március 13. | 0,70 millió |
| 58.  | 6.  | Full Disclosure                       | Jamie Babbit    | Murray Miller                            | 2017. március 19. 2017. március 20. | 0,58 millió |
| 59.  | 7.  | The Bounce                            | Richard Shepard | Murray Miller és Tami Sagher             | 2017. március 26. 2017. március 27. | 0,68 millió |
| 60.  | 8.  | What Will We Do This Time About Adam? | Jesse Peretz    | Judd Apatow és Lena Dunham               | 2017. április 2. 2017. április 3.   | 0,77 millió |
| 61.  | 9.  | Goodbye Tour                          | Nisha Ganatra   | Jenni Konner és Lena Dunham              | 2017. április 9. 2017. április 10.  | 0,73 millió |
| 62.  | 10. | Latching                              | Jenni Konner    | Lena Dunham, Jenni Konner és Judd Apatow | 2017. április 16. 2017. április 17. | 0,74 millió |